# Abralia dubia
Abralia dubia е вид главоного от семейство Enoploteuthidae.

## Разпространение
Видът е разпространен на запад в Индийския океан.